# Wilhelm Stahl (Organist)

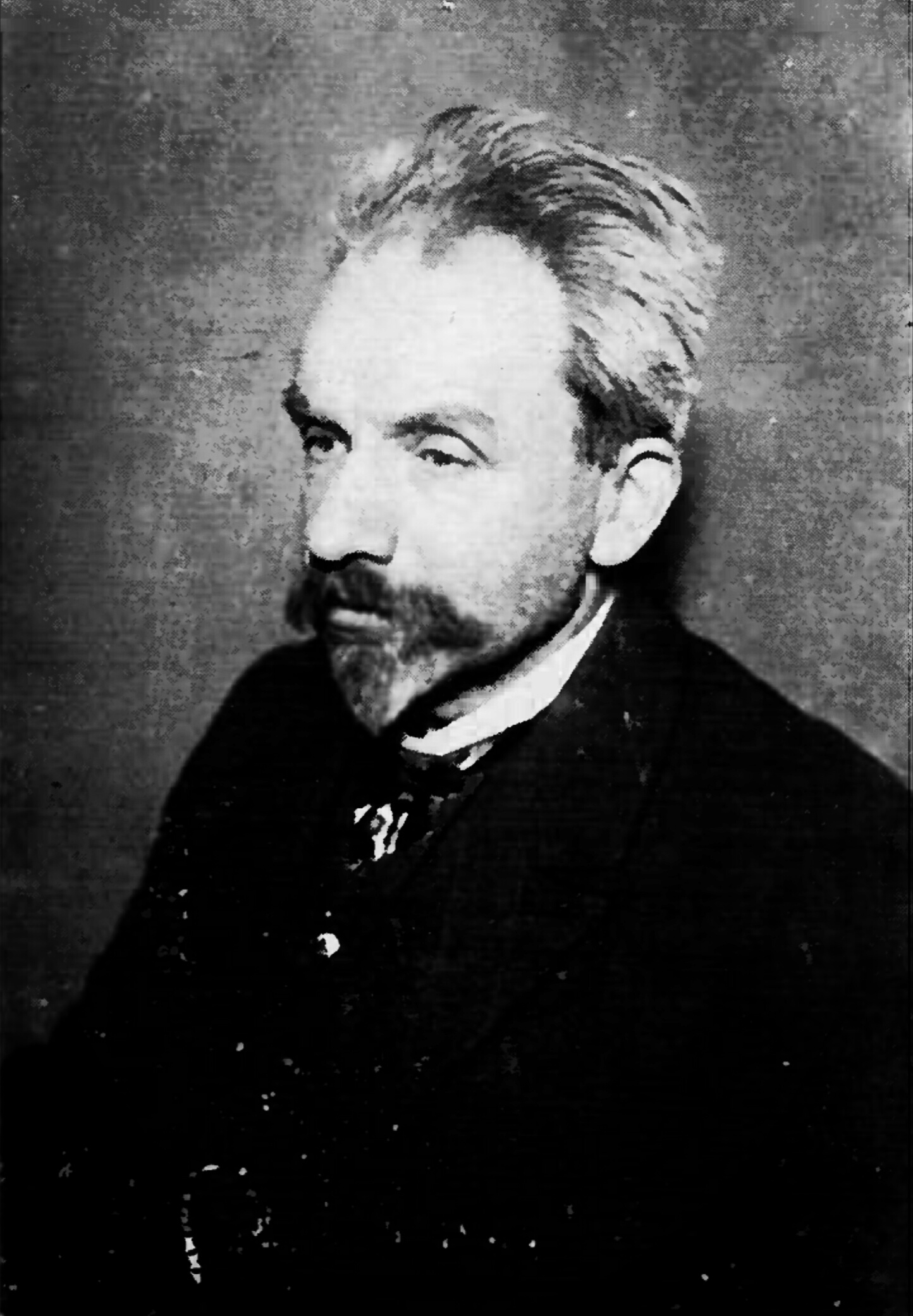
Wilhelm Stahl

Wilhelm Stahl (* 10. April 1872 auf dem Ziegelhof in Groß Schenkenberg; † 9. Juli 1953 in Lübeck) war ein deutscher Musikpädagoge, Organist, Musikwissenschaftler und Musikbibliothekar.

## Leben und Wirken
Stahl war der Sohn eines Ziegelei-Meisters. Er besuchte zunächst die Dorfschule in Groß Schenkenberg. Nach dem frühen Tod des Vaters 1883 zog die Mutter mit ihm und seinem Bruder nach Lübeck, wo er die Mittelschule als Primus abschloss. Ab 1888 besuchte er die Präparandenanstalt und dann das Lehrerseminar. 1892 bestand er die 1., 1894 die 2. Lehrerprüfung. 1897 wurde er Lehrer an der dritten St. Lorenz-Knabenschule in der Schwartauer Allee und gleichzeitig, nach Ausbildung im Orgelspiel durch Karl Lichtwark, erster Organist der neu gegründeten St.-Matthäi-Kirche, die 1900 eingeweiht wurde. Eine Orgel stand ihm hier erst ab 1902 zur Verfügung. 1922 wechselte er als Organist an den Lübecker Dom.

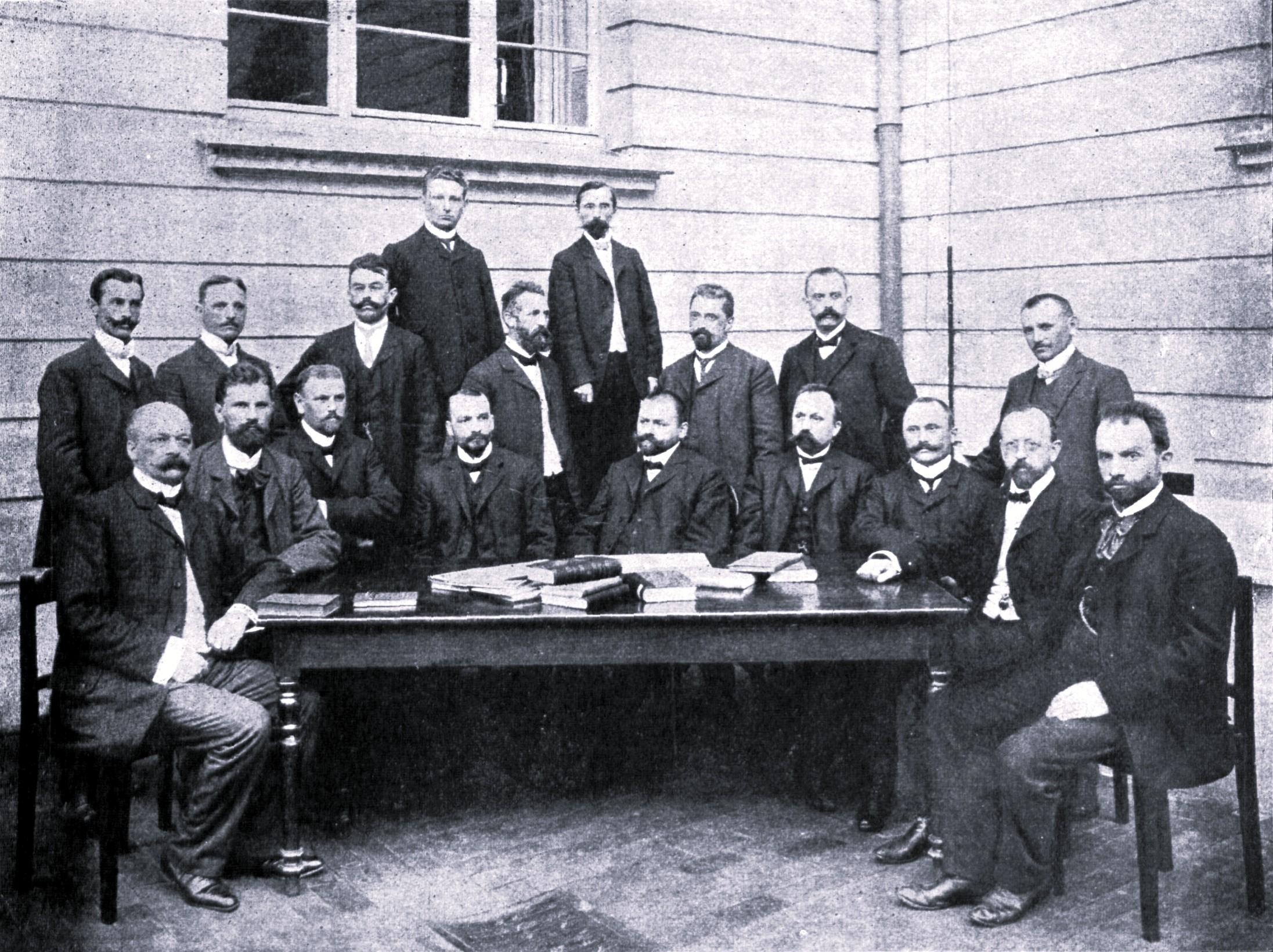
Sitzend im Lehrerkollegium ganz rechts (1907)

Ab 1900 unterrichtete er an der Realschule am Domkirchhof; ab 1903 bis zur Schließung des Lehrerseminars 1925 war er als Seminarlehrer für die musikalische Ausbildung im Lübecker Lehrer-Seminar in dem im Oktober des Jahres eröffneten Seminarhaus zuständig. Von 1906 bis 1907 studierte er dafür am Königlichen Konservatorium in Dresden und erwarb mit der Abschlussprüfung das Reifezeugnis als Konzertorganist. 1921 erhielt er vom Lübecker Senat den Titel Professor. Nach der Schließung des Lehrerseminars unterrichtete er vorübergehend an der Oberschule zum Dom und widmete sich ab 1915 ehrenamtlich, ab 1920 nebenamtlich und zuletzt hauptamtlich als Nachfolger seines Lehrers Carl Stiehl der Leitung der Musikabteilung der Stadtbibliothek. Sein besonderes Anliegen war es, den reichen Altbestand nutzbar zu machen und zu Aufführungen heranzuziehen. 
Stahl begleitete an der Orgel den Festgottesdienst zur Weihung des Ehrenmals, nach einem Entwurf von Asmus Jessen trugen rote Tontafeln die über 800 Namen der Gefallenen in schwarz, der Domgemeinde am Totensonntag, 23. November 1924. Der im Folgejahr ausscheidende Hauptpastor Christian Reimpell konnte diesen krankheitsbedingt schon nicht mehr halten. Die Predigt hielt der 2. Pastor Herrmann und er begleitete die Veranstaltung. Am Eingang des Chorumganges, in dem sich die Tafeln befanden, erwartete Pastor Franz Linde im Anschluss an die Predigt die Gemeinde. Nach dessen Enthüllung übergab er es dem Kirchenvorstand in Person von Hermann Julius Hartwig, worauf der Chor der Oberrealschule zum Dom sang. Im Anschluss segnete Pastor Linde das Ehrenmal.
Er gab zahlreiche Kurse an der Volkshochschule und ergänzenden Musikunterricht, der ab 1933 in das neugegründete Staatskonservatorium, die heutige Musikhochschule Lübeck eingegliedert wurde. Hier hielt er zahlreiche Seminare in Harmonielehre, Musikgeschichte, Liturgik und Orgelspiel. Auch war er für die Bibliothek des Konservatoriums zuständig. Als Sachverständiger begutachtete er Orgeln und Glocken.
Seit 1918 war er Mitglied der Lübecker Freimaurerloge Zur Weltkugel.
Für seine Musikgeschichte Lübecks zeichnete ihn die Universität Kiel mit der Ehrendoktorwürde aus.

## Werke
- Volkskinderlieder aus Lübeck und Umgebung mit Melodien, Erläuterungen, Spielbeschreibungen. Borchers, Lübeck 1915; 2. verm. Aufl. 1925.
- Emanuel Geibel und die Musik. K. Curtius, Berlin 1919.
- Geschichte des Schulgesangunterrichts. Union, Stuttgart 1913.
- Geschichtliche Entwicklung der evangelischen Kirchenmusik. 2. veränd. u. erw. Aufl. M. Hesse, Berlin 1920.
- Niederdeutsche Volkstänze. 1921, 1923. Reprint 1998.
- Franz Tunder und Dietrich Buxtehude. Fr. Kistner & C. F. W. Siegel, Leipzig 1926 (Digitalisat).

- Hanseatisches Liederbuch für gesellige Kreise. Borchers, Lübeck 1927.
- Musik-Bücher der Lübecker Stadtbibliothek. Lübecker Stadtbibliothek, Lübeck 1927 (Digitalisat).
- Geschichte der Kirchenmusik in Lübeck bis zum Anfang des 19. Jahrhunderts. Quitzow, Lübeck 1931.
- Die Musik-Abteilung der Lübecker Stadtbibliothek in ihren älteren Beständen. Stadtbibliothek Lübeck, Lübeck 1931 (Digitalisat).
- Volkstänze von den nordfriesischen Inseln. Bärenreiter, Kassel 1935. Reprint 1998.
- Dietrich Buxtehude. Bärenreiter, Kassel 1937; 2. Auflage 1952.
- Die Lübecker Abendmusiken im 17. und 18. Jahrhundert. In: Zeitschrift des Vereins für Lübeckische Geschichte und Altertumskunde 19 (1937), S. 1–64, auch separat: Lübeck: Robert 1937.
- Gottfried Herrmann. Leipzig 1939. Nachdruck: Nendeln/Liechtenstein: Kraus-Reprint 1976.
- Lübecks Orgeln. Ernst Robert, Lübeck 1939.
- Musikgeschichte Lübecks. Band II: Geistliche Musik. Bärenreiter, Kassel und Basel 1952.